# Südindischer Stachelbilch
Der Südindische Stachelbilch (Platacanthomys lasiurus) ist ein Nagetier in der Familie Stachelbilche (Platacanthomyidae) und heute die einzige Art ihrer Gattung. In der Gattung wurde noch die ausgestorbene Art Platacanthomys dianensis beschrieben.

## Merkmale
Die Art erreicht eine Kopf-Rumpf-Länge von 13 bis 20 cm und eine Schwanzlänge von 7,5 bis 10 cm. Das Gewicht liegt etwa bei 75 Gramm. Auf der dünnen Unterwolle ist das Fell mit vielen Stacheln durchsetzt. Feinere Stacheln kommen auch auf der Unterseite vor. Der Schwanz besitzt am Ende eine buschige Quaste und ist meist dunkler als das Fell der Oberseite. Der Rücken und die oberen Körperseiten sind bräunlich, die unteren Bereiche sind weißlich. Am Oberkopf können auch rötliche Töne vorherrschen.

## Verbreitung und Habitat

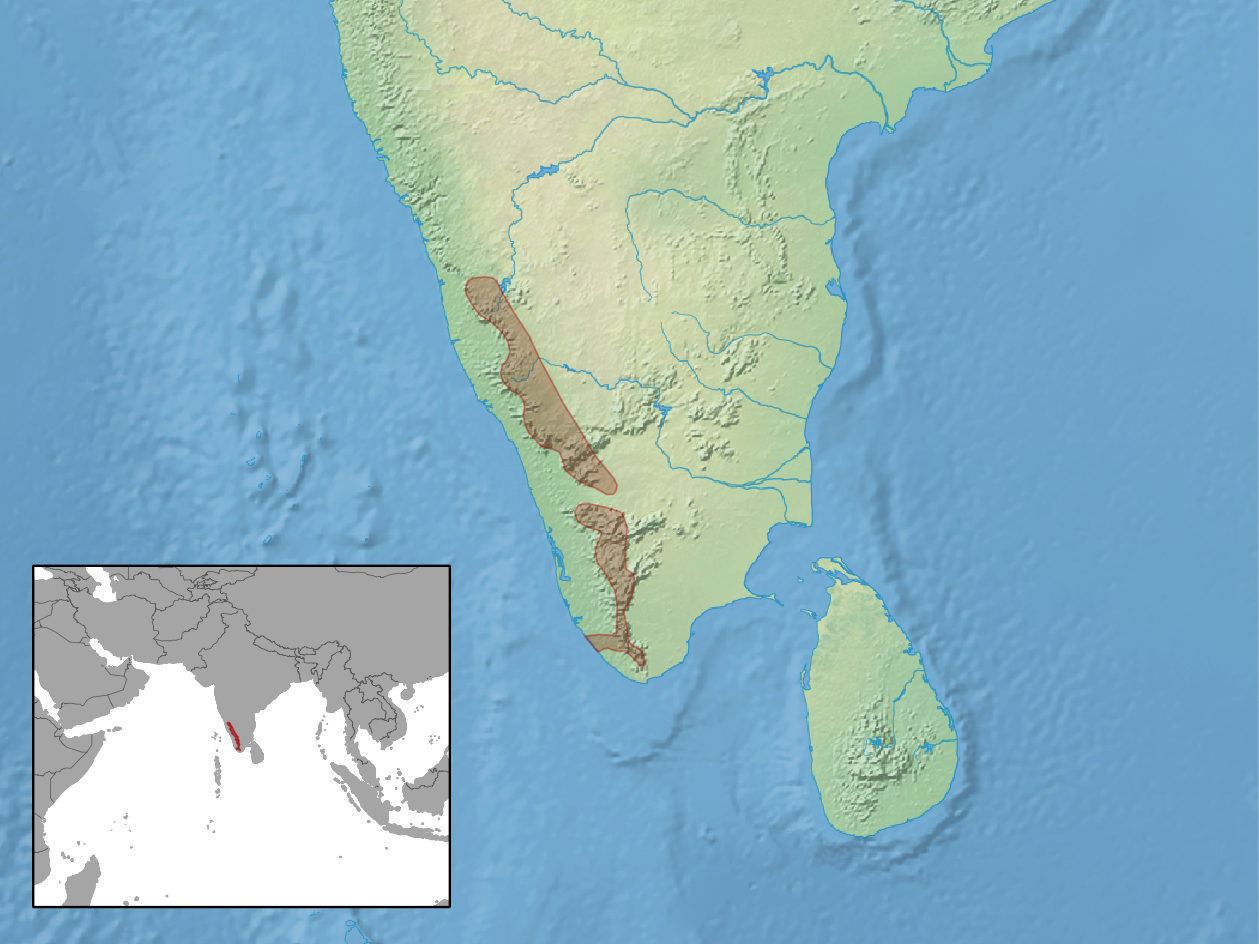
Verbreitungsgebiet

Der Südindische Stachelbilch kommt in den südlichen Westghats in Indien vor. Dort lebt er in Höhen zwischen 600 und 2.000 Metern ü. NN. Er hält sich in verschieden feuchten Wäldern auf.

## Lebensweise
Diese Tiere legen ihre Baue in Felsspalten und Baumhöhlen an, indem sie die Öffnung mit Blättern und Moos polstern. Der Südindische Stachelbilch ernährt sich vorwiegend von Früchten, Getreidekörnern und anderen Samen, sowie von Wurzeln. Im Käfig gehaltene Exemplare waren am Tage weniger aktiv und aggressiv gegen Menschen. Die Fortpflanzung erfolgt allgemein in der Regenzeit. Bei einem Weibchen wurden vier Jungtiere im Wurf registriert. Ein Exemplar lebte, nachdem es gefangen wurde, noch 20 Monate.

## Status
Dieser Stachelbilch reagiert sehr empfindlich auf Lebensraumveränderungen. Gebietsweise wird er gefangen und verschiedene Körperteile in der traditionellen Medizin genutzt. Die IUCN listet die Art als gefährdet (vulnerable).